# NGC 5470
NGC 5470 è una galassia a spirale distante da 43 a 68 milioni di anni luce in direzione della costellazione della Vergine. Scoperta da William Herschel il 17 aprile 1830, si presenta alla vista di taglio.
Prospetticamente nei pressi di NGC 5746, a nord-est di 18', e anch'essa parte del complesso della Virgo III, si muove a una velocità di 152 km/s in direzione della Via Lattea.